# UC-74号潜艇
陛下之UC-74号艇是德意志帝国海军于第一次世界大战期间建造的其中一艘UC-II型近岸布雷潜艇或称U艇。它由汉堡的伏尔铿船厂承建，于1916年10月19日新船下水，至同年11月26日交付使用。其全长50.5米，水面及水下排水量分别为410吨和493吨，艇载武器则包括三具鱼雷发射管、六具水雷滑射槽以及一门88毫米口径甲板炮。UC-74号入役后曾被部署至驻普拉的地中海区舰队，并参与了地中海潜艇战。通过其十次巡逻，共直接或间接击沉37艘协约国和中立国舰船，容积总吨累计为92,722吨。1918年11月21日，被召回德国的UC-74号因燃料耗尽而在巴塞罗那遭扣押，1919年3月26日被引渡至法国土伦正式投降，至1921年7月在当地拆解报废。

## 设计
1915年秋天，由于中立国美国的干预，U艇战几乎陷入停顿，导致德国广泛开展《国际法》所允许的水雷战，从而使布雷潜艇的需求量相应增加。德意志帝国海军潜艇监察局（Inspektion des U-Bootwesens）的开发部门留意到了这一点，遂以UB-II型为基础，按照兼顾布雷效率和生产速度的要求，以41号工程的名义设计了UC-II型潜艇。为了弥补前型UC-I型的缺陷，UC-II型艇不仅更大，而且采用双轴推进系统。然而，与前型最主要的区别在于，UC-II型艇重新运用了双壳体结构。但它并非纯粹的双体潜艇，而是一种中间过渡型；因为外层没有封闭耐压壳体，而是作为鞍形水柜附在上方。
UC-74号是64艘UC-II型方案的其中一艘。这个亚型的艇体结构与UB-II型类似，但体积更大，全长为50.5米，并有3.65米的吃水深度；由于不再考虑铁路运输的装载限界，舷宽也得以增至5.22米。其水上和水下排水量分别为410吨和493吨。艇只采用两台科尔庭六缸四冲程600匹公制馬力（440千瓦特）柴油机用于水面运行，以及两台620匹公制馬力（460千瓦特）的西门子-舒克特电动发电机用于水下航行；水面最高航速11.8節（21.9每小時），水下7.3節（13.5每小時）；能够在水面以7節（13每小時）航速续航10,230海里（18,950），或以4節（7.4每小時）连续在水下航行52海里（96）而无需充电。其潜没需时约为30秒，能够在50米的深度下运作。
作为布雷潜艇，UC-74号改将六具布雷滑射槽安装在艇体前部，每具储存井内的水雷数量增至3枚，即合共18枚UC200型水雷。布雷时只需将存储井底部的盖板打开，水雷便可凭借自身重量滑入水中。随着滑射槽长度增加，艇体艏楼的上层建筑被抬高，上层建筑与司令塔之间的凹陷处布置了一门88毫米30倍径速射炮作为甲板炮。但由于位置相对较低，火炮甲板在恶劣海况下很容易被涌浪淹没。此外，UC-74号还装备有三具500毫米鱼雷发射管，这极大提升了潜艇的攻击能力。其中艇艏两具外置在两侧、艇艉一具则为内置式，并可搭载合共7枚G6型鱼雷。其标准船员编制为3名军官及23名水兵。

## 历史
1916年1月12日，在海军元帅阿尔弗雷德·冯·提尔皮茨的倡议下，国家海军办公室分别向五家德国造船厂发包第三批次的UC-II型潜艇。UC-74号因此成为汉堡伏尔铿船厂承建的该批次首艇，建造编号为79。它于1916年10月19日新船下水，至同年11月26日交付使用，随即展开海试。其首任艇长为王牌指挥官、海军上尉威廉·马沙尔。在马沙尔之后，汉斯·阿达尔贝特·冯德吕厄中尉（1918年2月15日－8月6日）和汉斯·许勒尔中尉（1918年8月7日－11月21日）也曾担任UC-74号的指挥官。完成海试后，该艇于1917年2月17日从基尔启程，经由费马恩湾和爱尔兰岛以西的大西洋绕行前往地中海。继沿途击沉一艘油轮和一艘渔船后，该艇穿越直布罗陀海峡，于3月17日抵达奥匈帝国军港普拉，并加入驻当地的普拉区舰队（后改称地中海区舰队）。
在地中海服役期间，UC-74号参与了地中海潜艇战，足迹遍及爱琴海、克里特岛、亚历山大港、贝鲁特、塞得港、苏达湾和基西拉岛周边等多处水域。通过十次布雷及破交战巡逻，该艇合共击沉协约国或中立国的35艘商船和2艘辅助军舰，容积总吨累计为92,722吨。其中，体积最大的受害者是注册吨位为8,939吨的英国运兵船阿卡迪安号，它于1917年4月15日载着1,335名士兵和船员从萨洛尼卡前往亚历山大港。当完成船上训练后不久，该船在距希腊米洛斯岛东北约26海里（48）处遭UC-74号发射的一枚鱼雷命中，并在六分钟内沉没，造成多达279人丧生。死者名单中包括有著名的细菌学家马克·阿曼德·鲁费尔爵士，他在为控制萨洛尼卡驻军中的传染病提供建议后，正要返回亚历山大港。
1918年10月，随着奥匈帝国解体并退出战争，地中海区舰队的所有适航潜艇都必须突破封锁遣回德国，以免落入敌手。在完成了最后一次任务后，UC-74号于11月8日才从安纳托利亚返航，却在航行至巴塞罗那附近耗尽燃料，继而被西班牙当局扣留，彼时战争已结束。根据对德停战协定的要求，该艇于1919年4月6日被引渡至法国土伦正式向协约国投降，至1921年7月在当地拆解报废。

## 袭击历史摘要
| 日期           | 船名               | 船籍         | 吨位  | 结局 |
| -------------- | ------------------ | ------------ | ----- | ---- |
| 1917年3月1日   | 德班号             | 挪威         | 765   | 击伤 |
| 1917年3月8日   | 阿瑞斯号           | 荷蘭         | 3,783 | 击沉 |
| 1917年3月10日  | 詹姆斯·伯顿·库克号 | 英国         | 133   | 击沉 |
| 1917年4月15日  | 阿卡迪安号         | 英国         | 8,939 | 击沉 |
| 1917年4月28日  | 庞蒂亚克号         | 英国         | 3,345 | 击沉 |
| 1917年5月2日   | 亚历山德里亚号     | 義大利王國   | 8,006 | 击沉 |
| 1917年5月29日  | 至圣所号           | 希腊         | 30    | 击沉 |
| 1917年5月29日  | 基里科斯号         | 希腊         | 84    | 击沉 |
| 1917年5月29日  | 雅拉号             | 法國         | 4,163 | 击沉 |
| 1917年6月10日  | 斯蒂利亚诺斯号     | 埃及         | 389   | 击沉 |
| 1917年6月11日  | 本哈号             | 英国         | 1,878 | 击沉 |
| 1917年8月19日  | 圣乔治号           | 希腊         | 161   | 击沉 |
| 1917年8月24日  | 巴拉那号           | 法國         | 6,248 | 击沉 |
| 1917年8月30日  | 雅典娜号           | 希腊         | 988   | 击沉 |
| 1917年8月31日  | 埃莱妮号           | 希腊         | 679   | 击沉 |
| 1917年9月1日   | 奥利将军号         | 法國         | 5,567 | 击沉 |
| 1917年9月3日   | 圣安德烈号         | 希腊         | 68    | 击沉 |
| 1917年9月6日   | 斯特拉斯堡城号     | 法國         | 2,167 | 击沉 |
| 1917年9月6日   | 圣乔治号           | 希腊         | 897   | 击沉 |
| 1917年9月30日  | 查尔辛号           | 英國皇家海軍 | 241   | 击沉 |
| 1917年10月6日  | 平民号             | 英国         | 7,871 | 击沉 |
| 1917年10月11日 | 帕诺米蒂斯号       | 法國         | 59    | 击沉 |
| 1917年10月14日 | 塞曼莎号           | 英国         | 2,847 | 击沉 |
| 1917年10月15日 | 白穗号             | 英国         | 1,172 | 击沉 |
| 1917年11月14日 | 先知号             | 英国         | 3,230 | 击沉 |
| 1917年11月25日 | 奥维德号           | 英国         | 4,159 | 击沉 |
| 1917年11月28日 | 简·拉德克利夫号    | 英国         | 4,074 | 击沉 |
| 1918年3月4日   | 格雷厄姆氏族号     | 英国         | 5,213 | 击伤 |
| 1918年3月5日   | 罗克斯堡号         | 英国         | 4,630 | 击沉 |
| 1918年3月10日  | 查格雷斯号         | 英国         | 5,288 | 击沉 |
| 1918年4月30日  | 卡利俄佩号         | 英国         | 114   | 击沉 |
| 1918年5月1日   | 尼古劳斯号         | 希腊         | 50    | 击沉 |
| 1918年5月5日   | 赛义德号           | 埃及         | 18    | 击沉 |
| 1918年5月13日  | 纳弗湖号           | 英國皇家海軍 | 216   | 击沉 |
| 1918年7月11日  | 罗伯托号           | 西班牙       | 910   | 击沉 |
| 1918年7月26日  | 莫纳斯提尔号       | 法國         | 1,915 | 击伤 |
| 1918年10月23日 | 圣耶拉西莫斯号     | 希腊         | 85    | 击沉 |
| 1918年11月2日  | 穆尔西亚号         | 英国         | 4,871 | 击沉 |
| 1918年11月2日  | 苏拉达号           | 英国         | 5,324 | 击沉 |
| 1918年11月4日  | 罗奇斗争号         | 英国         | 5,215 | 击伤 |
| 1918年11月5日  | 斯塔夫诺斯号       | 義大利王國   | 38    | 击沉 |

## 脚注
1. 1 2 3  Helgason, Guðmundur. . German and Austrian U-boats of World War I - Kaiserliche Marine - Uboat.net.   [2009-02-23].
2. ↑  Tarrant，第173頁.
3. 1 2 3  Gröner 1991，第31-32頁.
4. ↑  Helgason, Guðmundur. . German and Austrian U-boats of World War I - Kaiserliche Marine - Uboat.net.   [2015-03-04].
5. ↑  Helgason, Guðmundur. . German and Austrian U-boats of World War I - Kaiserliche Marine - Uboat.net.   [2015-03-04].
6. ↑  Helgason, Guðmundur. . German and Austrian U-boats of World War I - Kaiserliche Marine - Uboat.net.   [2015-03-04].
7. ↑  陈进，第48頁.
8. ↑  . Navypedia.   [2022-09-16]. （原始内容存档于2023-01-20）.
9. ↑  陈进，第46頁.
10. 1 2  NARS，第129頁.
11. 1 2  Helgason, Guðmundur. . German and Austrian U-boats of World War I - Kaiserliche Marine - Uboat.net.   [2014-12-10].
12. ↑  Allen, Tony; Hocking, C. . www.wrecksite.eu. The Wrecksite. 2009-03-23  [2014-03-13].
13. ↑  Helgason, Guðmundur. . German and Austrian U-boats of World War I - Kaiserliche Marine - Uboat.net.   [2023-03-02].
14. ↑  Cavaillon, Jean-Marc. . www.jleukbio.org. 由Ingersoll, Molly翻译. Journal of Leukocyte Biology. 2012-08-26  [2014-03-15]. （原始内容存档于2014-09-06）.
15. ↑  Perepeczko，第456頁.
16. ↑  Dodson & Cant，第131頁.